# 性格冲突
性格冲突是指不同的人因為性格、處理事情的方式以及生活方式相差太大而引起的矛盾。 工作、学校、家庭以及社交场合均有可能發生此類矛盾。卡尔·荣格認為過於極端的外向性与内向性是造成衝突的主要原因。 一些人认为，解决此類冲突的唯一办法是讓雙方保持距离，盡量不要讓他們接觸。 